# 国务院应对新型冠状病毒感染疫情联防联控机制
国务院应对新型冠状病毒感染疫情联防联控机制，简称国务院联防联控机制，是2020年1月20日中华人民共和国国务院成立的应对新型冠状病毒感染疫情的工作机构。成立初期称国务院应对新型冠状病毒感染的肺炎疫情联防联控工作机制，后改称国务院应对新型冠状病毒肺炎疫情联防联控机制，2022年12月26日“新型冠状病毒肺炎”更名为“新型冠状病毒感染”后，该机构更名为“国务院应对新型冠状病毒感染疫情联防联控机制”。

## 历史
2011年，国家卫生部制定发布了《国家流感大流行应急预案》，规定“国务院建立国家应对流感大流行联防联控工作机制（以下简称国家联防联控工作机制），负责指导和协调我国内地流感大流行应急响应阶段和恢复评估阶段的防控工作。”“符合Ⅳ级应急响应条件时，卫生部提请国务院批准，启动国家联防联控工作机制。进入I级应急响应阶段后，在国家联防联控工作机制的基础上，适时成立国家应对流感大流行指挥部（以下简称国家指挥部）”。各省级、市、区县人民政府卫生行政部门相应制定了本地的《流感大流行应急预案》，负责本行政区域内流感大流行防控工作。
2020年1月20日，中共中央总书记、国家主席、中央军委主席习近平对嚴重特殊傳染性肺炎疫情作出指示：“各级党委和政府及有关部门要把人民群众生命安全和身体健康放在第一位，制定周密方案，组织各方力量开展防控，采取切实有效措施，坚决遏制疫情蔓延势头。同时加强舆论引导，加强有关政策措施宣传解读工作，坚决维护社会大局稳定” 。国务院总理李克强作出批示：“各相关部门和地方要以对人民群众健康高度负责的态度，完善应对方案，全力以赴做好防控工作，落实早发现、早报告、早隔离、早治疗和集中救治措施。加快查明病毒源头和感染、传播等机理，及时客观发布疫情和防控工作信息，科学宣传疫情防护知识”。李克强随即召开国务院常务会议，部署疫情防控工作。根据习近平指示和李克强的批示，1月20日国务院副总理孙春兰主持召开国务院联防联控机制首次电视电话会议；国家卫生健康委成立新型冠状病毒感染的肺炎应对处置工作领导小组。
国家卫生健康委牵头建立应对新型冠状病毒感染的肺炎疫情联防联控工作机制，成员单位共32个部门：国家卫健委、中共中央宣传部、外交部、国家发展改革委、教育部、科技部、公安部、财政部、民政部、人力资源和社会保障部、交通运输部、中国国家铁路集团、工业和信息化部、农业农村部、商务部、市场监管总局、生态环境部、中国民航局、国家林业和草原局、国家药品监督管理局、文化和旅游部、中国红十字总会、中央军委后勤保障部卫生局等。
国务院联防联控工作机制下设多个工作组，各工作组组长由正部级领导担任：
- 综合组：由国家卫健委牵头（国家卫健委办公厅代章[4]）。
- 疫情防控组：由国家卫健委疾控局牵头，成员单位有国家卫健委基层司、中国疾控中心等。
- 医疗救治组：由国家卫健委医政医管局牵头。
- 科研攻关组：由科技部牵头（科技部办公厅代章），会同国家卫健委等12个部门组成工作专班，并成立了以钟南山院士为组长的专家组，组织动员全国优势科技力量开展攻关。[10]20个省市设立了新冠肺炎科技应急专项。
  - 疫苗研发专班：负责人曾益新（国家卫健委副主任）
  - 疫苗研发工作组：组长郑忠伟（国家卫生健康委医药卫生科技发展研究中心主任）
- 宣传组：由国家卫健委宣传司、国务院新闻办新闻局牵头
- 外事组：
- 医疗物资保障组：由工业和信息化部牵头（工信部办公厅代章）。发展改革委社会发展司、国家发展改革委产业发展司、工业和信息化部消费品工业司、海关总署等单位组成。
- 生活物资保障组：由国家发展改革委牵头。交通运输部，商务部服贸司以及市场运行司、农业农村部种植业管理司、畜牧兽医局、市场与信息化司、渔业渔政管理局等单位组成。
- 社会稳定组：公安部治安管理局、民政部基层政权建设和社区治理司、司法部监狱管理局、交通运输部等单位组成。
- 联络组：按照中央政治局常委会会议部署和中央应对疫情工作领导小组安排，由国务院办公厅、国家发改委、教育部、工信部、民政部、交通运输部、文化和旅游部、国家卫健委等部门人员组成的国务院联防联控机制联络组于2020年5月4日进驻武汉，加强对湖北省和武汉市疫情防控后续工作的指导支持，推动复工复产及中央支持湖北发展一揽子政策与习近平关于“在湖北最艰难的时期搭把手、拉一把”指示的落实。联络组组长丁向阳（国务院副秘书长兼）[11]，副组长于学军（国家卫生健康委副主任兼）。联络组成员有工业和信息化部装备工业一司副司长陈克龙[12]、交通运输部应急办副主任卓立和水运局副处长温连明[13]、中国疾病预防控制中心副主任冯子健[14]、教育部体卫艺司一级巡视员郝风林、教育部就业指导中心数据资源处副处长左唳鹤、民政部慈善事业促进和社会工作司副司长孟志强、民政部基层政权建设和社区治理司四级调研员徐晓林、文化和旅游部市场管理司一级巡视员侯振刚、国家发改委社会司副司长郝福庆。联络组先后深入武汉市和其他市、州的近200家医院、社区、隔离点、企业、学校、交通场站、商超等调研指导工作，召开、承办会议和活动70多场，协调整改防控问题，推动复工复产复市复学，落实党中央、国务院支持湖北发展一揽子政策落地见效。做好“疫后综合症”应对处置工作，及时化解矛盾，维护社会稳定。湖北省卫生健康体系建设要“补短板、堵漏洞、提能力、优布局”。建立无症状感染者复核制度，施行分类管理，让全国人民放心。提前抓好秋冬季疫情防控准备、落实“四方责任”和“五有三严”要求，一旦遭遇疫情，做到“敢出手、出准手、下狠手”，坚决防范疫情反弹。随着湖北省、武汉市生产生活秩序基本恢复到正常状态，经批准，国务院联防联控机制联络组于2020年7月17日离鄂返京。[15]
- 国务院联防联控机制春运工作专班：在原春运部际协调工作机制12家成员单位（国家发展改革委、公安部、人力资源社会保障部、交通运输部、应急管理部、中国气象局、国家铁路局、中国民航局、中央军委后勤保障部、中华全国总工会、共青团中央、国家铁路集团）基础上于2021年1月10日成立。组成单位增加了国家卫生健康委、教育部、文化和旅游部3个部门。春运工作专班在国务院联防联控机制领导下开展工作。工作专班组长由交通运输部部长李小鹏担任。国家发展改革委副主任连维良、交通运输部副部长刘小明、国家卫生健康委副主任雷海潮分管负责同志任副组长，其他部门和单位分管负责人（文化和旅游部副部长杜江，应急管理部领导宋元明，中央军委后勤保障部副部长王大忠，中华全国总工会副主席魏地春，共青团中央书记处书记傅振邦，中国气象局副局长余勇，国家铁路局安全总监白晓春，中国民用航空局副局长吕尔学，国家铁路集团副总经理李文新）为成员，各部门和单位相关司局级负责同志任联络员。春运工作专班办公室主任刘小明（交通运输部副部长）。 2021年1月10日，春运工作专班第一次会议在交通运输部召开。 2021年1月13日，春运工作专班正式启动运行。[16]

2020年2月3日，国务院联防联控机制向各省、自治区、直辖市派出工作指导组，督察、巡视、指导疫情工作。2月27日或28日，各工作指导组向所在省级政府疫情防控领导小组反馈了指导意见。
- 在京工作指导组：组长刘雁飞（中华医学会常务副会长）
- 第二工作指导组：赴天津市指导工作
- 第三工作指导组：组长李建国。赴河北省指导工作。
- 第四工作指导组：组长贺晓慧（国家卫生健康委科技发展中心副主任）。赴山西省指导工作。
- 第五工作指导组：组长郑忠伟（国家卫生健康委科技发展中心主任）。赴内蒙古自治区指导工作。2月27日反馈时指出：内蒙古要继续强化鼠疫防控工作，总结新冠肺炎疫情防控好经验、好做法，应用到春季鼠疫防控工作中。[17]筑牢出区进京“防火墙”。
- 第六工作指导组：组长刘金峰（国家卫生健康委员会食品安全标准与监测评估司）。赴辽宁省指导工作。
- 第七工作指导组：组长陈锐（原国家卫生健康委监督中心主任、党委书记）一行5人，赴吉林省指导工作。
- 第八工作指导组：组长张学高（国家卫生健康委统计信息中心主任）。赴黑龙江省指导工作。
- 第九工作指导组：组长饶克勤（全国政协委员、中华医学会副会长兼秘书长）。赴上海市指导工作。
- 第十工作指导组：组长郑宏（国家卫健委药政司原司长）。赴江苏省指导工作。
- 第十一工作指导组：赴浙江省指导工作。
- 第十二工作指导组：组长王宇（中国疾控中心原主任）。赴安徽省指导工作。
- 第十三工作指导组：组长薛晓林（原国家卫计委综合监督局局长、中国医院协会常务副会长）。赴福建省指导工作。
- 第十四工作指导组：组长张朝阳（国家卫生健康委项目监管中心原主任）。赴江西省指导工作。
- 第十五工作指导组：组长郝阳（人民卫生出版社原董事长、党委书记）。成员中国疾控中心病毒病所研究员李德新、国家卫生健康委监督中心传染病防治监督处副处长段亚波、大连医科大学附属第一医院院感部主任贾祝强。赴山东省检查工作。
- 第十六工作指导组：组长庄宁（国家卫生健康委体改司副司长）。赴河南省指导工作。
- 第十七工作指导组：组长何翔（中国计生协会副秘书长）一行五人。赴湖南省指导工作。
- 第十八工作指导组：组长李路平（国家卫健委巡视员、中国医院协会副会长）。赴广东省指导工作。
- 第十九工作指导组：组长卢江（国家卫生健康委食品评估中心主任、党委书记）。赴广西壮族自治区指导工作。
- 第二十工作指导组：组长张旭东（国家卫健委医院管理研究所副所长）。赴海南省指导工作。
- 第二十一工作指导组：组长孙新华（国家卫生健康委疾控局副巡视员、中国预防性病艾滋病基金会理事长）。赴重庆市指导工作。
- 第二十二工作指导组：组长徐缓（国家卫健委人事司副司长），成员有天津市卫计委综合监督所传染病监督处副处长于信波、国家卫健委人事司劳动工资处一级调研员林长云等。赴四川省指导工作。
- 第二十三工作指导组：组长邓海华（《健康报》社长、党委书记，《中国卫生》杂志社社长）。赴贵州省指导工作。
- 第二十四工作指导组：组长陈宁姗（国家卫生健康委法规司副司长），成员有国家卫生健康委人口家庭司家庭发展指导处处长徐拥军、浙江省疾控中心主任医师姚立农、山东省卫生健康委执法监察局医疗监督二室主任陈理良、湖南省妇女儿童医院主任医师田庆锷。赴云南省指导工作。
- 第二十五工作指导组：组长许培海（国家卫生健康委党校常务副校长）一行四人。赴西藏自治区指导工作。
- 第二十六工作指导组：组长张俊华（国家卫健委人才交流服务中心主任）。赴陕西省指导工作。
- 第二十七工作指导组：组长王县成（国家卫生健康委医学考试中心主任）。赴甘肃省指导工作。
- 第二十八工作指导组：组长胡小濛（国家卫生健康委监督中心副主任）一行五人。赴青海省指导工作。
- 第二十九工作指导组：组长衣梅（国家卫健委离退休干部局二级巡视员）一行五人。赴宁夏回族自治区指导工作。
- 第三十工作指导组：组长王雪涛（国家卫健委药物政策与基本药物制度司副司长）。赴新疆维吾尔自治区与新疆生产建设兵团指导工作。
- 国务院联防联控机制综合组赴大连工作组：2020年12月22日派出，由国家卫健委卫生应急办公室负责同志带队，先后有20余名医疗管理、流行病学、病毒学、疾病防控、卫生应急等领域专家来连，加入大连市疫情防控指挥体系、工作机制和专业团队。国家、省、市、区联合流调溯源工作专班，综合运用流行病学和大数据方法，在金普新区现场开展流调分析，梳理疫情传播链条。实验室检测专家协助配合当地疾控机构开展实验室检测和基因序列分析比对。医疗、应急防控专家实地对医疗救治、院感防控、核酸检测、社区防控、集中隔离点管理等工作进行调研指导。完成各项任务，于2021年1月8日离大连返程。[18]
- 国务院联防联控机制综合组赴黑龙江绥化指导组：组长雷海潮（国家卫健委党组成员、副主任）：2021年1月9日抵黑龙江省指导工作，列席黑龙江省委常委会。[19]
- 国务院联防联控机制综合组吉林工作组：组长余艳红（国家卫健委党组成员、国家中医药管理局党组书记）：2021年1月16日抵达长春市。当晚，吉林省委书记景俊海主持召开汇报会，副省长安立佳汇报有关情况。[20]